# L'Orignal (Buddy Longway)
Pour les articles homonymes, voir Orignal (homonymie).
L'Orignal est le sixième album de bande dessinée Buddy Longway, paru en 1978.

## Personnages
- Buddy Longway : trappeur.
- Jérémie : fils de Buddy et Chinook.
- Chinook : indienne sioux, femme de Buddy.
- Kathleen : fille de Buddy et Chinook.

## Synopsis
Buddy et Jérémie décident de partir à la chasse à l'orignal. Alors qu'ils sont sur une rivière en canoé, ils se font charger par un orignal. Leur canoé endommagé, ils se retrouvent seuls en terre hostile…